# Пановы Кусты
Пано́вы Кусты́ — село в Сампурском районе Тамбовской области России. Входит в состав Бахаревского сельсовета.

## География
Село находится на юге центральной части Тамбовской области, в лесостепной зоне, в пределах Окско-Донской низменной равнины, при автодороге 68Н-062, на расстоянии примерно 30 км (по прямой) к юго-юго-западу от Сатинки, административного центра района. Абсолютная высота — 164 м над уровнем моря.

### Климат
Климат умеренно континентальный, относительно сухой. Средняя температура воздуха самого холодного месяца (января) — −11,5 — −10,5 °C (абсолютный минимум — −39 °C); самого тёплого месяца (июля) — 19,5 — 20,5 °C (абсолютный максимум — 40 °С). Среднегодовое количество атмосферных осадков варьирует в пределах от 400 до 650 мм. Продолжительность залегания снежного покрова составляет в среднем 145 дней.

### Часовой пояс
Село Пановы Кусты, как и вся Тамбовская область, находится в часовой зоне МСК (московское время). Смещение применяемого времени относительно UTC составляет +3:00.

## Население
| 2010 |
| ---- |
| 368  |

### Половой состав
По данным Всероссийской переписи населения 2010 года в гендерной структуре населения мужчины составляли 48,4 %, женщины — соответственно 51,6 %.

### Национальный состав
Согласно результатам переписи 2002 года, в национальной структуре населения русские составляли 92 % из 471 чел.